# وزارة الثقافة وسياسة المعلومات (أوكرانيا)
وزارة الثقافة وسياسة المعلومات (بالأوكرانية: Міністерство культури України)‏ هي سلطة الدولة الرئيسية في الحكومة الأوكرانيا المسؤولة عن التنمية الثقافية للبلاد والحفاظ على التاريخ. وهي تستند بالكامل إلى وزارة الثقافة والسياحة السابقة (التي تم حلها في عام 2010). قامت حكومة هونشاروك (في 29 أغسطس 2019) بدمج وزارة الشباب والرياضة في الوزارة. لكن حكومة شميهال اللاحقة ألغت هذا الدمج، وقامت بإعادة تسمية وزارة الثقافة والشباب والرياضة إلى وزارة الثقافة وسياسة الإعلام في 26 مارس 2020. من 2 ديسمبر 2014 إلى 29 أغسطس 2019 كان لأوكرانيا وزارة (منفصلة) خاصة بسياسة المعلومات.